# Jean-Antoine Houdon
Jean-Antoine Houdon (Versalles, 1741 - París, 1828) fue un escultor francés, figura cumbre del neoclasicismo de su país. Son relevantes sus retratos, cuya técnica que le acerca al prerromanticismo. Discípulo de Jean-Baptiste Pigalle y Lemoyne, en 1764 se trasladó a Roma para completar su formación. De su amplia serie de retratados destacan los bustos de ilustrados y enciclopedistas franceses como Diderot, Mirabeau, D'Alembert, , Voltaire o Rousseau; así como el de Molière. También son notables sus representaciones de Franklin y Washington, del que realizó varias obras, incluida la estatua que se exhibe en el Capitolio. Durante la Revolución francesa, plasmó los rostros de Necker, Lafayette y Napoleón. En escultura clásica destaca el dinamismo de su Diana cazadora (1776).

## Selección de piezas

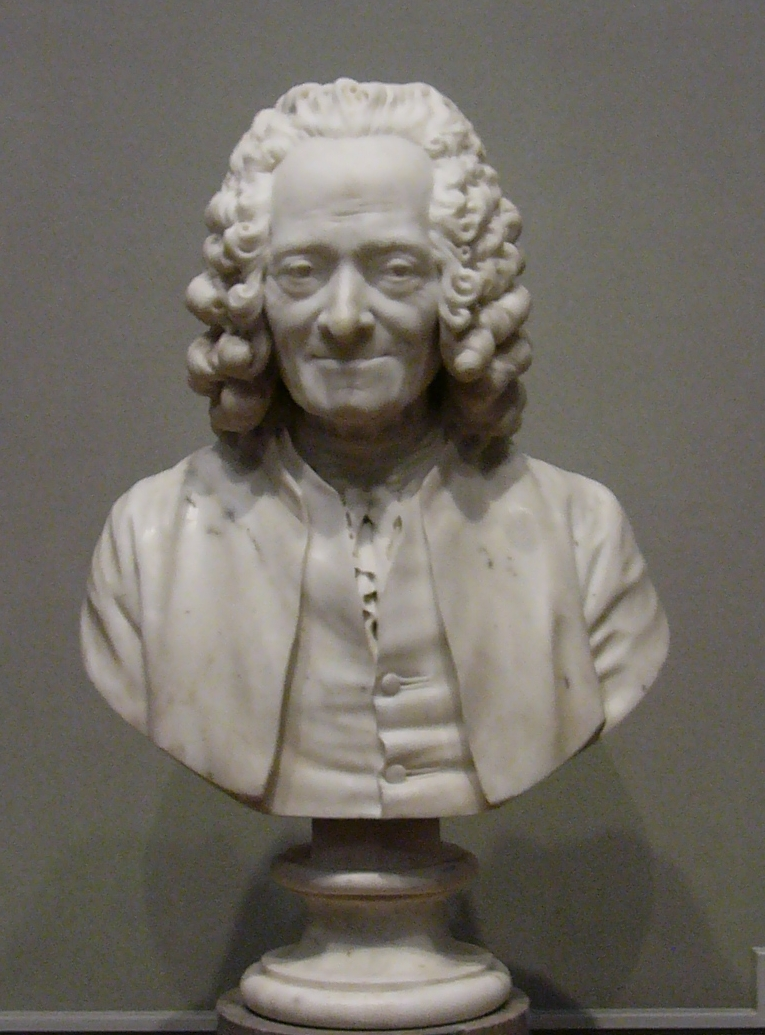
Voltaire
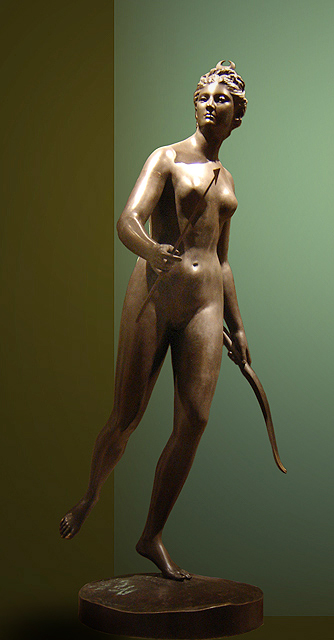
Diana cazadora
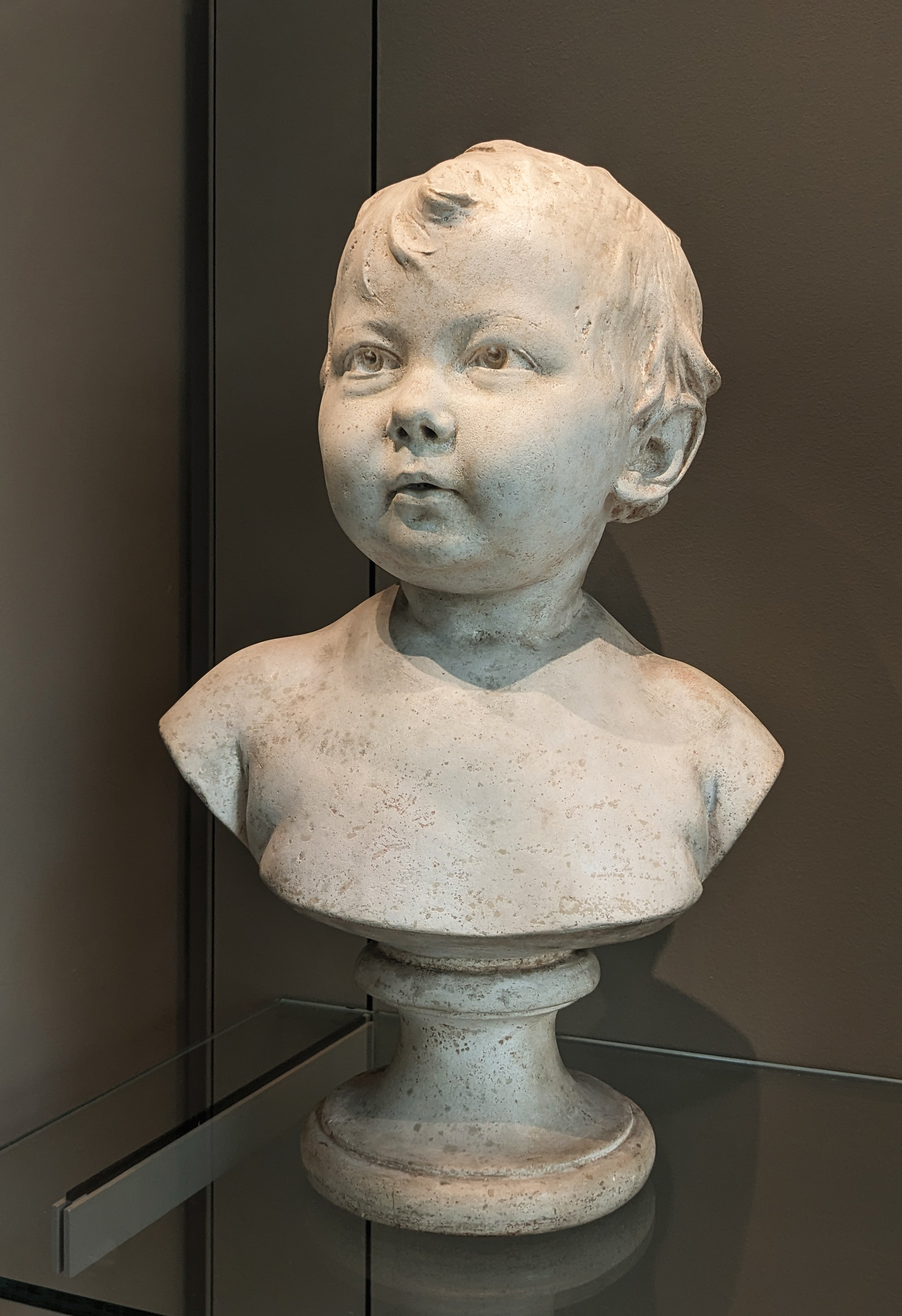
Sabine Hudon
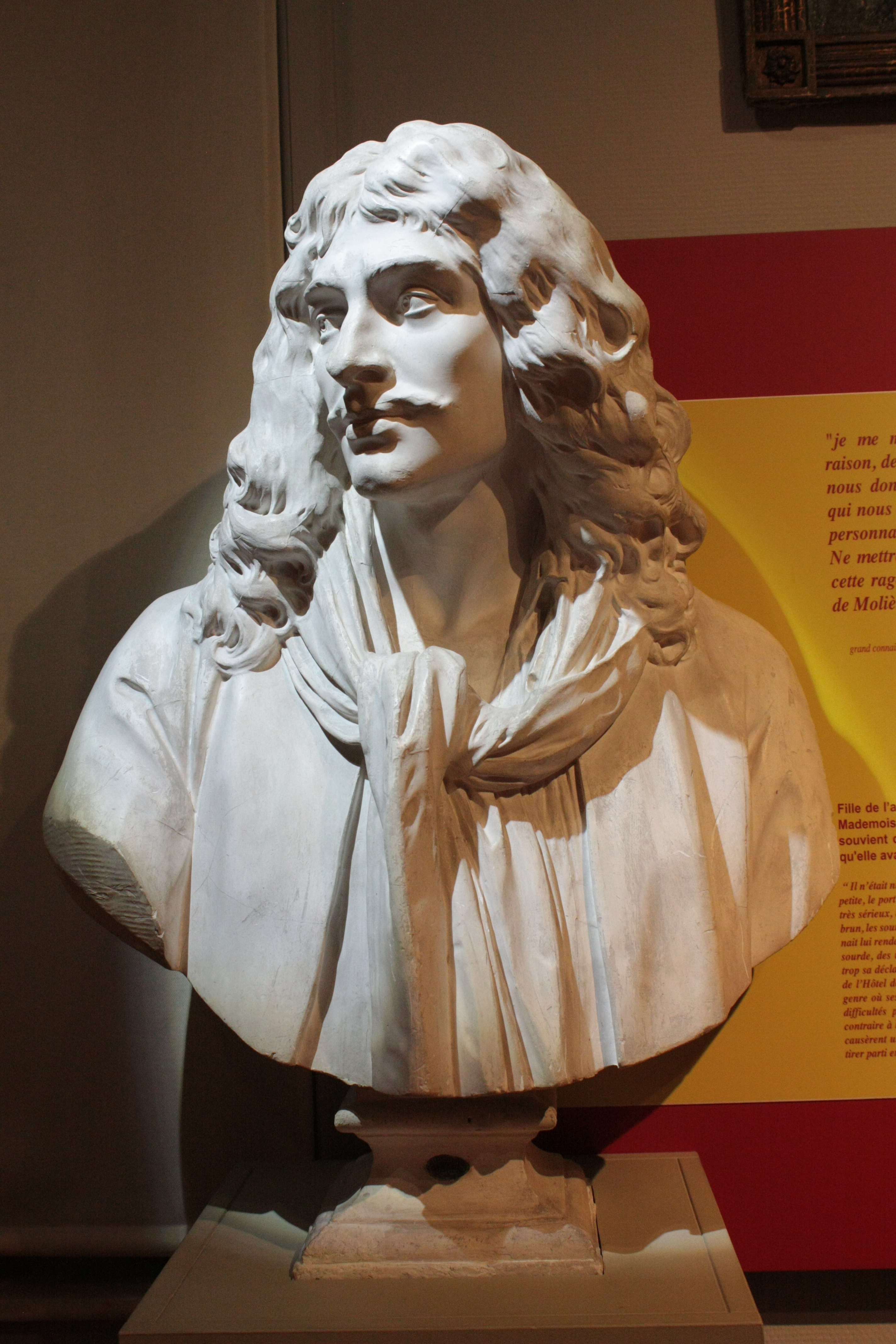
Molière

- Denis Diderot (1771)
- Isabelle de Charrière (1771)
- Benjamin Franklin (1778-79)
- Jean-Jacques Rousseau (1778)
- Voltaire (1781) [2]
- Molière (1781)
- George Washington (1785-88)

- Invierno (escultura) (1787)

- Thomas Jefferson (1789)

- Luis XVI (1790)
- Robert Fulton (1803-04)
- Napoleón Bonaparte (1806)

- Voltaire
- Diana cazadora
- Sabine Hudon
- Molière